# Нофрет II
Нофрет II (її ім'я означає Прекрасна) — давньоєгипетська цариця 12-ї династії. Вона була донькою Аменемхета II і дружиною Сенусерта II.

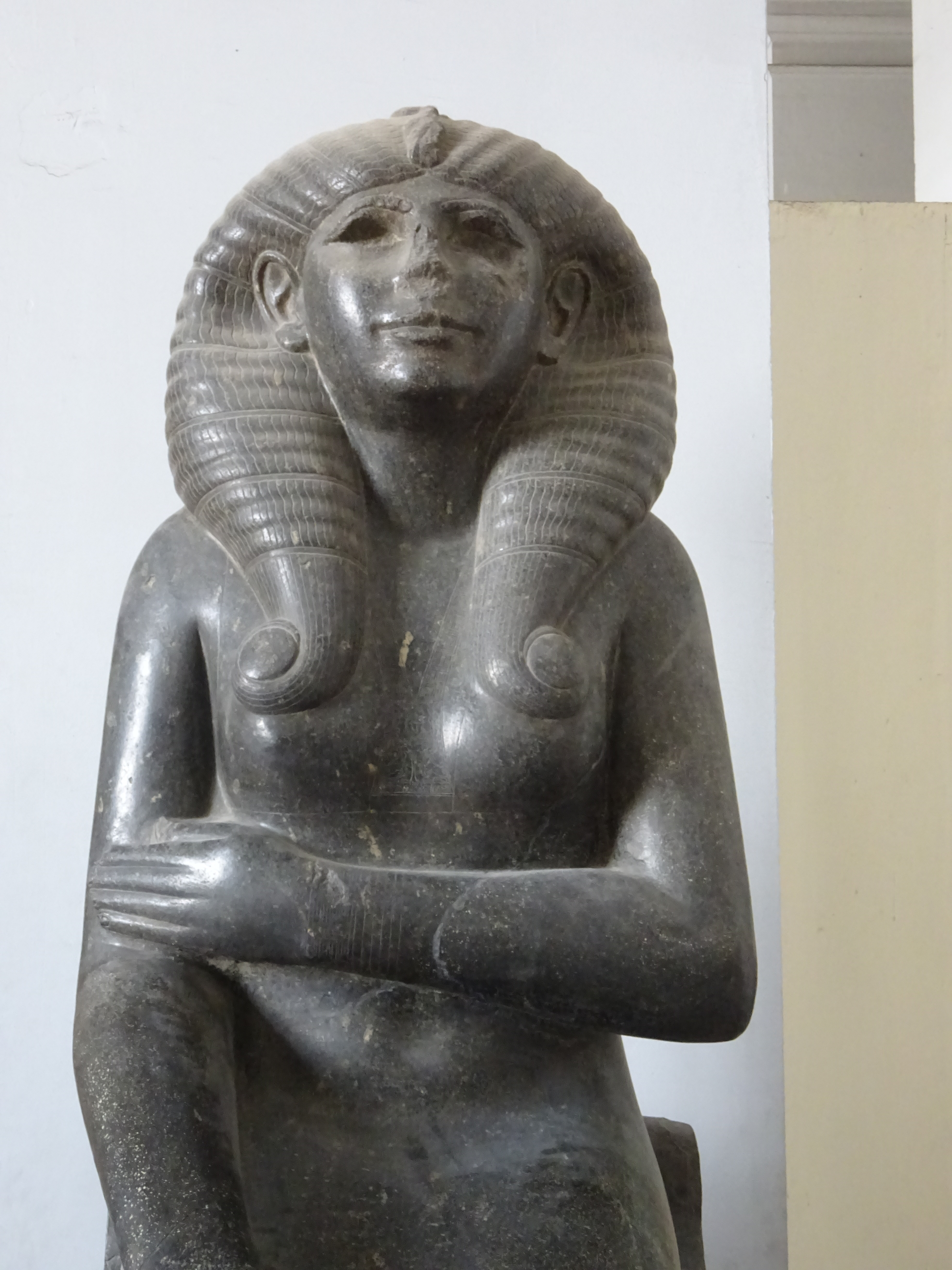
Нофрет II, 12-та династія, Каїрський музей

Разом з Хенеметнеферхеджет I вона була однією з двох відомих дружин Сенусерта II; двома іншими його можливими дружинами були Хенемет та Ітаверет. Усі четверо також були сестрами Сенусерта.
Дві її статуї були знайдені в Танісі, і зараз вони знаходяться в Єгипетському музеї в Каїрі. Маленька піраміда в комплексі пірамід Кахуна Сенусерта, ймовірно, була побудована для неї.
Її титули: царська дочка; Великий скіпетр; Леді Двох Земель.